# Futebol nos Jogos Olímpicos de Verão de 1976
O torneio de futebol nos Jogos Olímpicos de Verão de 1976 foi realizado entre 18 e 31 de julho em Montreal e em outras três cidades canadenses.
Os grupos A, C e D contaram com a participação de apenas três equipes cada, ao invés de quatro, devido ao abandono de Nigéria, Gana e Zâmbia que retiram-se da competição junto a toda  delegação dos respectivos países para alinharem-se ao boicote africano nos Jogos.

## Masculino
|  | GDR Alemanha Oriental |  | POL Polônia |  | URS União Soviética |
|  | Hans-Ulrich Grapenthin Wilfried Gröbner Jürgen Croy Gerd Weber Hans-Jürgen Dörner Konrad Weise Lothar Kurbjuweit Reinhard Lauck Gerd Heidler Reinhard Häfner Hans-Jürgen Riediger Bernd Bransch Martin Hoffmann Gerd Kische Wolfram Löwe Hartmut Schade Dieter Riedel Técnico: Georg Buschner |  | Jan Tomaszewski Piotr Mowlik Antoni Szymanowski Jerzy Gorgoń Wojciech Rudy Władysław Żmuda Zygmunt Maszczyk Grzegorz Lato Henryk Wawrowski Henryk Kasperczak Roman Ogaza Kazimierz Kmiecik Kazimierz Deyna Andrzej Szarmach Henryk Wieczorek Lesław Ćmikiewicz Jan Benigier Técnico: Kazimierz Górski |  | Vladimir Astapovsky Anatoliy Konkov Viktor Matvienko Mykhailo Fomenko Stefan Reshko Vladimir Troshkin David Kipiani Vladimir Onishchenko Viktor Kolotov Volodymyr Veremeyev Oleg Blokhin Leonid Buryak Vladimir Fyodorov Aleksandr Minayev Viktor Zvyahintsev Leonid Nazarenko Aleksandr Prokhorov Técnico: Valeriy Lobanovskiy |

### Primeira fase

#### Grupo A
| Pos | Time              | PG       | J        | V        | E        | D        | GP       | GC       | SG       |
| --- | ----------------- | -------- | -------- | -------- | -------- | -------- | -------- | -------- | -------- |
| 1   | Brasil            | 3        | 2        | 1        | 1        | 0        | 2        | 1        | +1       |
| 2   | Alemanha Oriental | 3        | 2        | 1        | 1        | 0        | 1        | 0        | +1       |
| 3   | Espanha           | 0        | 2        | 0        | 0        | 2        | 1        | 3        | -2       |
| –   | Zâmbia            | Desistiu | Desistiu | Desistiu | Desistiu | Desistiu | Desistiu | Desistiu | Desistiu |

| 18 de julho de 1976 | Brasil | 0–0 | Alemanha Oriental | Estádio Varsity, Toronto |
|                     |        |     |                   |                          |

| 18 de julho de 1976 | Espanha | Cancelado | Zâmbia | Estádio Municipal, Sherbrooke |
|                     |         |           |        |                               |

| 20 de julho de 1976 | Brasil                        | 2–1 | Espanha      | Estádio Olímpico, Montreal |
|                     | Rosemiro 7' · Fraga 47' (pen) |     | Idigoras 14' |                            |

| 20 de julho de 1976 | Alemanha Oriental | Cancelado | Zâmbia | Estádio Municipal, Sherbrooke |
|                     |                   |           |        |                               |

| 22 de julho de 1976 | Alemanha Oriental | 1–0 | Espanha | Estádio Olímpico, Montreal |
|                     | Dörner 46'        |     |         |                            |

| 22 de julho de 1976 | Brasil | Cancelado | Zâmbia | Estádio Varsity, Toronto |
|                     |        |           |        |                          |

#### Grupo B
| Pos | Time      | PG | J | V | E | D | GP | GC | SG |
| --- | --------- | -- | - | - | - | - | -- | -- | -- |
| 1   | França    | 5  | 3 | 2 | 1 | 0 | 9  | 3  | 6  |
| 2   | Israel    | 3  | 3 | 0 | 3 | 0 | 3  | 3  | 0  |
| 3   | México    | 2  | 3 | 0 | 2 | 1 | 4  | 7  | -3 |
| 4   | Guatemala | 2  | 3 | 0 | 2 | 1 | 2  | 5  | -3 |

| 19 de julho de 1976 | Israel | 0–0 | Guatemana | Estádio Varsity, Toronto |
|                     |        |     |           |                          |

| 19 de julho de 1976 | França                                                | 4–1 | México      | Estádio Lansdowne Park, Ottawa |
|                     | Schaer 14' · Baronchelli 33' · Rubio 78' · Amisse 90' |     | Sánchez 81' |                                |

| 21 de julho de 1976 | México          | 2–2 | Israel                  | Estádio Olímpico, Montreal |
|                     | Rangel 19', 44' |     | Oz 51' · Shum 55' (pen) |                            |

| 21 de julho de 1976 | França                                    | 4–1 | Guatemala | Estádio Municipal, Sherbrooke |
|                     | Platini 7', 86' · Amisse 41' · Schaer 82' |     | Fion 58'  |                               |

| 23 de julho de 1976 | França            | 1–1 | Israel     | Estádio Olímpico, Montreal |
|                     | Platini 80' (pen) |     | Peretz 75' |                            |

| 23 de julho de 1976 | México     | 1–1 | Guatemala | Estádio Municipal, Sherbrooke |
|                     | Rangel 36' |     | Rergis 8' |                               |

#### Grupo C
| Pos | Time    | PG       | J        | V        | E        | D        | GP       | GC       | SG       |
| --- | ------- | -------- | -------- | -------- | -------- | -------- | -------- | -------- | -------- |
| 1   | Polônia | 3        | 2        | 1        | 1        | 0        | 3        | 2        | 1        |
| 2   | Irã     | 2        | 2        | 1        | 0        | 1        | 3        | 3        | 0        |
| 3   | Cuba    | 1        | 2        | 0        | 1        | 1        | 0        | 1        | -1       |
| –   | Nigéria | Desistiu | Desistiu | Desistiu | Desistiu | Desistiu | Desistiu | Desistiu | Desistiu |

| 18 de julho de 1976 | Polônia | 0–0 | Cuba | Estádio Olímpico, Montreal |
|                     |         |     |      |                            |

| 18 de julho de 1976 | Irã | Cancelado | Nigéria | Estádio Lansdowne Park, Ottawa |
|                     |     |           |         |                                |

| 20 de julho de 1976 | Irã          | 1–0 | Cuba | Estádio Lansdowne Park, Ottawa |
|                     | Mazloumi 28' |     |      |                                |

| 20 de julho de 1976 | Polônia | Cancelado | Nigéria | Estádio Varsity, Toronto |
|                     |         |           |         |                          |

| 22 de julho de 1976 | Polônia                       | 3–2 | Irã                     | Estádio Olímpico, Montreal |
|                     | Szarmach 48', 75' · Deyna 51' |     | Parvin 6' · Rowshan 79' |                            |

| 22 de julho de 1976 | Nigéria | Cancelado | Cuba | Estádio Municipal, Sherbrooke |
|                     |         |           |      |                               |

#### Grupo D
| Pos | Time            | PG       | J        | V        | E        | D        | GP       | GC       | SG       |
| --- | --------------- | -------- | -------- | -------- | -------- | -------- | -------- | -------- | -------- |
| 1   | União Soviética | 4        | 2        | 2        | 0        | 0        | 5        | 1        | 4        |
| 2   | Coreia do Norte | 2        | 2        | 1        | 0        | 1        | 3        | 4        | -1       |
| 3   | Canadá          | 0        | 2        | 0        | 0        | 2        | 2        | 5        | -3       |
| –   | Gana            | Desistiu | Desistiu | Desistiu | Desistiu | Desistiu | Desistiu | Desistiu | Desistiu |

| 19 de julho de 1976 | Canadá      | 1–2 | União Soviética     | Estádio Olímpico, Montreal |
|                     | Douglas 88' |     | Onishchenko 8', 11' |                            |

| 19 de julho de 1976 | Coreia do Norte | Cancelado | Gana | Estádio Municipal, Sherbrooke |
|                     |                 |           |      |                               |

| 21 de julho de 1976 | Canadá      | 1–3 | Coreia do Norte                       | Estádio Varsity, Toronto |
|                     | Douglas 51' |     | An Se Uk 18' · Hong Song Nam 66', 80' |                          |

| 21 de julho de 1976 | União Soviética | Cancelado | Gana | Estádio Lansdowne Park, Ottawa |
|                     |                 |           |      |                                |

| 23 de julho de 1976 | União Soviética                                | 3–0 | Coreia do Norte | Estádio Lansdowne Park, Ottawa |
|                     | Kolotov 76' (pen) · Veremeev 81' · Blokhin 89' |     |                 |                                |

| 23 de julho de 1976 | Canadá | Cancelado | Gana | Estádio Varsity, Toronto |
|                     |        |           |      |                          |

### Quartas de final
| 25 de julho de 1976 12:00 | Brasil                                       | 4–1 | Israel     | Estádio Varsity, Toronto |
|                           | Jarbas 56', 74' · Erivélton 72' · Júnior 88' |     | Peretz 80' |                          |

| 25 de julho de 1976 12:00 | Alemanha Oriental                                     | 4–0 | França | Lansdowne Park, Ottawa |
|                           | Löwe 27' · Dörner 60' (pen), 68' (pen) · Riediger 77' |     |        |                        |

| 25 de julho de 1976 12:00 | Polônia                                             | 5–0 | Coreia do Norte | Estádio Olímpico, Montreal |
|                           | Szarmach 13', 49' · Lato 59', 79' · Szymanowski 64' |     |                 |                            |

| 25 de julho de 1976 12:00 | União Soviética              | 2–1 | Irã                    | Estádio Municipal, Sherbrooke |
|                           | Minaev 40' · Zvyagintsev 67' |     | Ghelichkhani 82' (pen) |                               |

### Semifinais
| 27 de julho de 1976 12:00 | Polônia           | 2–0 | Brasil | Estádio Varsity, Toronto |
|                           | Szarmach 51', 82' |     |        |                          |

| 27 de julho de 1976 12:00 | União Soviética   | 1–2 | Alemanha Oriental                 | Estádio Olímpico, Montreal |
|                           | Kolotov 84' (pen) |     | Dörner 59' (pen) · Kurbjuweit 66' |                            |

### Disputa pelo bronze
| 29 de julho de 1976 12:00 | União Soviética                | 2–0 | Brasil | Estádio Olímpico, Montreal |
|                           | Onishchenko 5' · Nazarenko 49' |     |        |                            |

### Final
| 31 de julho de 1976 12:00 | Alemanha Oriental                     | 3–1 | Polônia  | Estádio Olímpico, Montreal |
|                           | Schade 7' · Hoffmann 14' · Häfner 84' |     | Lato 59' |                            |

## Classificação final
| Classificação final | Classificação final | Classificação final | Classificação final | Classificação final | Classificação final | Classificação final | Classificação final | Classificação final | Classificação final |
| Pos                 | Seleção             | PG                  | J                   | V                   | E                   | D                   | GP                  | GC                  | SG                  |
| ------------------- | ------------------- | ------------------- | ------------------- | ------------------- | ------------------- | ------------------- | ------------------- | ------------------- | ------------------- |
| Medalha de ouro     | Alemanha Oriental   | 9                   | 5                   | 4                   | 1                   | 0                   | 10                  | 2                   | +8                  |
| Medalha de prata    | Polônia             | 7                   | 5                   | 3                   | 1                   | 1                   | 11                  | 5                   | +6                  |
| Medalha de bronze   | União Soviética     | 8                   | 5                   | 4                   | 0                   | 1                   | 10                  | 4                   | +6                  |
| 4                   | Brasil              | 5                   | 5                   | 2                   | 1                   | 2                   | 6                   | 6                   | 0                   |
| 5                   | França              | 5                   | 4                   | 2                   | 1                   | 1                   | 9                   | 7                   | +2                  |
| 6                   | Israel              | 3                   | 4                   | 0                   | 3                   | 1                   | 4                   | 7                   | -3                  |
| 7                   | Irã                 | 2                   | 3                   | 1                   | 0                   | 2                   | 4                   | 5                   | -1                  |
| 8                   | Coreia do Norte     | 2                   | 3                   | 1                   | 0                   | 2                   | 3                   | 9                   | -6                  |
| 9                   | México              | 2                   | 3                   | 0                   | 2                   | 1                   | 4                   | 7                   | -3                  |
| 10                  | Guatemala           | 2                   | 3                   | 0                   | 2                   | 1                   | 2                   | 5                   | -3                  |
| 11                  | Cuba                | 1                   | 2                   | 0                   | 1                   | 1                   | 0                   | 1                   | -1                  |
| 12                  | Espanha             | 0                   | 2                   | 0                   | 0                   | 2                   | 1                   | 3                   | -2                  |
| 13                  | Canadá              | 0                   | 2                   | 0                   | 0                   | 2                   | 2                   | 5                   | -3                  |

## Artilheiro
6 gols
- Andrzej Szarmach